# Псевдовадонія звичайна
Струнь гливак (Pseudovadonia livida Fabricius, 1776) — вид жуків з родини Скрипунових.

## Поширення
P. livida — транспалеарктичний елемент у палеарктичному зоогеографічному комплексі. Вид поширений по всі Європі, а також у Росії, на Кавказі, Малій Азії, Ірані, аж до Монголії.

## Екологія
В області Українських Карпат часто зустрічається в передгір'ях у сухих степових та лісостепових біотопах, хоча трапляється і в гірських районах, зокрема Ґорґанах до висот 950 м над морем. Імаго трапляється на квітах в травні-червні у передгір'ях та в першій половині липня у гірській місцевості.

## Морфологія

### Імаго
P. livida — дрібний вид, довжина тіла становить 8-10 мм. Тіло коротке і широке, зверху в густих, стоячих волосках. Скроні дуже короткі, їх задні кути не згладжені. Очі помітно виїмчасті. Щоки в 2 рази коротші за діаметр ока. Вусики досягають середини надкрил, до вершини сильно потовщені. Передньоспинка округла, при основі й при вершині, майже, перетягнута, її довжина, майже, рівна ширині. 5-й стерніт черевця у самки глибоко втиснений.

### Личинка
Скронево-тім'яні долі голови личинки сполучені за лобом протягом порівняно значної за своєю довжиною ділянки. Вусики довгі, 2-членикові. З кожної сторони голови 2 слабо помітних очка. Гіпостом дуже широкий — в 11 разів ширший за свою довжину. Ріжучий край мандибул ледь виступає посередині у вигляді тупого зубця. Черевце з гранульованими руховими мозолями на 1-6-му терґітах і 1-7-му стернітах. 9-й сегмент черевця не озброєний.

## Життєвий цикл
Личинка розвивається в деревині листяних порід — поліфаг. Генерація, в залежності від умов, триває 1-2 роки.